# Deh-e Ḩallāj
Deh-e Ḩallāj (persiska: ده حلاج) är en ort i Iran.   Den ligger i provinsen Khorasan, i den nordöstra delen av landet, 700 km öster om huvudstaden Teheran. Deh-e Ḩallāj ligger 1 189 meter över havet och antalet invånare är 565.
Terrängen runt Deh-e Ḩallāj är lite kuperad. Runt Deh-e Ḩallāj är det ganska tätbefolkat, med 56 invånare per kvadratkilometer. Närmaste större samhälle är Nīshābūr, 3,5 km öster om Deh-e Ḩallāj. Omgivningarna runt Deh-e Ḩallāj är i huvudsak ett öppet busklandskap.